# ألبرتو روجاس خيمينيز
ألبرتو روجاس خيمينيز (بالإسبانية: Alberto Rojas Jiménez)‏ هو صحفي وكاتب وشاعر تشيلي، ولد في 21 يوليو 1900 في فالبارايسو في تشيلي، وتوفي في 25 مايو 1934.